# Feldflieger-Abteilung 41
Feldflieger-Abteilung Nr. 41 – FFA 41 (Polowy oddział lotniczy nr 41) – jednostka obserwacyjna i rozpoznawcza lotnictwa niemieckiego Luftstreitkräfte z początkowego okresu I wojny światowej.

## Informacje ogólne
Jednostka została utworzona w drugim miesiącu I wojny światowej, w dniu 13 września 1914 roku w Fliegerersatz Abteilung Nr. 2 i weszła w skład większej jednostki Batalionu Lotniczego nr 1. Jednostka uczestniczyła w walkach na froncie zachodnim. 
15 stycznia 1917 roku jednostka została przeformowana i zmieniona w Fliegerabteilung 258 (Artillerie) - (FA A 258).
W jednostce służył m.in. Hermann Köhl.